# Apex (Carolina del Norte)
Apex es un pueblo situado en el condado de Wake, Carolina del Norte, Estados Unidos. Tiene una población estimada, a mediados de 2022, de 71 065 habitantes.
En 1994 el centro de la localidad fue designado distrito histórico.
El auge demográfico de la localidad se produjo principalmente a fines de la década de 1990. El Research Triangle Park, creado en 1959, generó una fuerte demanda de trabajadores tecnológicos. La localidad comenzó a aparecer en las listas de mejores lugares para vivir de la revista Money a partir de 2007 y ascendió de manera constante hasta alcanzar el puesto número uno en 2015. Esto también impulsó el crecimiento de la población.
Un estudio de 2023 realizado por WalletHub's colocó a la localidad en el primer lugar de las mejores ciudades pequeñas (de 25 000 a 100 000 habitantes) de Carolina del Norte y en el número 12 de Estados Unidos.
Incorporada en 1873, recibe su nombre, que traducido es Ápice, por estar ubicado en el punto más elevado del tramo ferroviario de Chatham, que se extiende desde Richmond (Virginia) hasta Jacksonville (Florida).

## Demografía

### Censo de 2020
Según el censo de 2020, en ese momento la localidad tenía una población de 58 780 habitantes.
| Raza                   | Núm.   | Porc.  |
| ---------------------- | ------ | ------ |
| Blancos                | 40 447 | 68.81% |
| Afroamericanos         | 3941   | 6.70%  |
| Amerindios             | 176    | 0.30%  |
| Asiáticos              | 7315   | 12.44% |
| Isleños del Pacífico   | 19     | 0.03%  |
| De otras razas         | 1763   | 3.00%  |
| De una mezcla de razas | 5119   | 8.71%  |

Del total de la población, el 8.34% eran hispanos o latinos de cualquier raza.

### Censo de 2000
Según el censo de 2000, en ese momento los ingresos medios de los hogares de la localidad eran de $71,052 y los ingresos medios de las familias eran de $78,689. Los hombres tenían ingresos medios por $55,587 frente a los $37,057 que percibían las mujeres. Los ingresos per cápita para la localidad eran de $28,727. Alrededor del 1.2% de las familias y del 1.9% de la población estaban por debajo de la línea de pobreza.